# Вяйсянен, Лео
Лео Онни Арттури Вяйсянен (фин. Leo Onni Artturi Väisänen; род. 23 июля 1997, Хельсинки, Финляндия) — финский футболист, защитник клуба «Остин» и сборной Финляндии.
Старший брат Лео, Саули также является профессиональным футболистом.

## Клубная карьера
Вяйсянен — воспитанник клуба ХИК. В начале 2015 года Лео перешёл на правах аренды в «Клуби 04». 25 апреля в матче против «Култсу» он дебютировал в Какконене. 11 июня в поединке против «Судета» Лео забил свой первый гол за «Клуби 04».
В начале 2016 года Вяйсянен вернулся в ХИК. 14 апреля в матче против «РоПСа» он дебютировал в Вейккауслиге. Летом того же года отправился в аренду в ПК-35. 26 августа в матче против «ПС Кеми» он дебютировал за свою новую команду.
В ноябре 2016 года Вяйсянен подписал двухлетний контракт с клубом «РоПС». 12 апреля 2017 года в матче против «Интер Турку» он дебютировал за свою новую команду. 29 июня в поединке против «ПС Кеми» Лео забил свой первый гол за «РоПС».
В августе 2018 года Вяйсянен перешёл в нидерландский «Ден Босх». 21 сентября в матче против «Алмере Сити» он дебютировал в Эрстедивизи. 18 ноября в поединке против «Телстара» Лео забил свой первый гол за «Ден Босх».
В январе 2020 года Вяйсянен перешёл в шведский «Эльфсборг», подписав 3,5-летний контракт. 14 июня в матче против «Гётеборга» он дебютировал в Аллсвенскане.
4 января 2023 года Вяйсянен перешёл в клуб MLS «Остин», подписав четырёхлетний контракт до конца сезона 2026 с опцией продления на сезон 2027. В высшей лиге США он дебютировал 25 февраля в матче стартового тура сезона 2023 против «Сент-Луис Сити». 24 мая в матче Открытого кубка США против «Чикаго Файр» Вяйсянен получил разрыв боковой коллатеральной связки правого колена, из-за чего пропустит как минимум два месяца.

## Международная карьера
11 июня 2019 года в отборочном матче чемпионата Европы 2020 против сборной Лихтенштейна Вяйсянен дебютировал за сборную Финляндии.
Вяйсянен был включён в состав сборной на чемпионат Европы 2020.